# Ali Sabeh
Ali Abbas Sabeh (in arabo علي عباس السبع‎?; Burj El Barajneh, 24 giugno 1994) è un calciatore libanese, portiere dello Jwaya e della nazionale libanese.

## Carriera

### Club
Ha giocato nella prima divisione libanese.

### Nazionale
Nel 2024 è stato convocato per la Coppa d'Asia.

## Palmarès

### Club

#### Competizioni nazionali
- Campionato libanese: 1

Nejmeh: 2013-2014
- Coppa del Libano: 3

Nejmeh: 2015-2016, 2021-2022, 2022-2023
- Supercoppa del Libano: 1

Nejmeh: 2023
- Coppa d'Élite libanese: 4

Nejmeh: 2014, 2017, 2018, 2021